# Молдавски језик
Молдавски језик (молд. limba moldovenească, лимба молдовеняскэ) је био званични језик Републике Молдавије (са латиничким писмом) до 2013. године када је Уставни суд Републике Молдавије донео одлуку по којој је званични језик у Молдавији румунски, а не молдавски. Парламент Републике Молдавије је 2023. године спровео одлуку Уставног суда и наложио да се изврши правно-техничка редакција Устава и свих законских и подзаконских аката који садрже синтагме „државни језик”, језик интеретничке комуникације” и „молдавски језик”. Молдавски је и даље један од три званична језика у међународно непризнатој републици Придњестровље (са ћириличким писмом). Према Уставу, званични језик је румунски језик.
Првобитно у срцу молдавске графике била је ћирилица заснована на старословенској ћирилици; од 19. века — на основу руске ћирилице; од 1993. године, румунска латиница се користи у Молдавији.

## Контроверзе
Постојање молдавског језика који, према попису становништва у Молдавији, говори већина становништва, из политичких разлога негирају румунски националисти. Лингвисти се слажу да је књижевни молдавски језик истоветан са књижевним румунским језиком, али наметање искључиво румунског имена том језику није општеприхваћено. Говорни молдавски језик углавном одговара дијалекту који се говори у источним областима Румуније, које су у историји припадале Кнежевини Молдавији.
Заговорници Велике Румуније, која би у свом саставу укључивала и Молдавију, сматрају да је посебност молдавског језика у односу на румунски пример језичког сепаратизма. Од 1918. године до краја Другог светског рата, дако-романски дијалекат којим се говорило на подручју Бесарабије која је била у саставу тадашње Румуније, сматран је за молдавски дијалекат румунског језика.